# Костнер, Кевин
Ке́вин Майкл Ко́стнер (англ. Kevin Michael Costner; род. 18 января 1955[…], Линвуд, Калифорния) — американский актёр, кинорежиссёр, кинопродюсер и музыкант. Обладатель премий «Золотой глобус» (1991, 2013, 2023) и «Эмми» (2012). В 1991 году отмечен двумя премиями «Оскар» — за лучшую режиссуру и за лучший фильм. Костнер является одним из шести режиссёров в истории мирового кинематографа, получивших эту награду за дебютный фильм. Удостоен Звезды на голливудской «Аллее славы».

## Биография
Кевин Костнер родился 18 января 1955 года в Линвуде на окраине Лос-Анджелеса, вырос в соседнем Комптоне. В семье Уильяма и Шарон Костнер Кевин был третьим ребёнком. Мать, имевшая ирландские и шотландские корни, работала в Департаменте здравоохранения. Отец, предки которого являлись поселившимися в XVIII веке в Северной Каролине эмигрантами из Германии, работал сначала в жилищно-коммунальной сфере, затем судьёй в бейсбольной лиге.
Сам Кевин в юности играл в Малой Бейсбольной Лиге и очень хотел стать профессиональным игроком. По окончании школы, по настоянию семьи, он поступил в Университет штата Калифорния в Фуллертоне, где изучал маркетинг и финансы, но уже на первом курсе вступил в театральную студию университета. Несмотря на новое увлечение, университет Кевин окончил с отличием, и, хотя выбранная профессия была ему не по душе, начал работать в сфере маркетинга.
В 1978 году, в возрасте 23 лет, Кевин женился на Синди Сильве, которая была его подругой детства. Чтобы содержать семью, оплачивать жильё и актёрские курсы, ему пришлось подрабатывать на разных работах. Он водил грузовик, работал экскурсоводом, даже подрабатывал на рыболовецком судне. А по вечерам учился актёрскому мастерству.
Первую роль Кевин получил в 1981 году в фильме «Дикий пляж». Этот фильм был в своё время малоизвестным, однако после того, как актёр стал звездой, компания Troma, специализирующаяся на низкопробном кино, выкупила права на его показ и запустила его в повторный прокат, строя рекламную кампанию вокруг имени актёра и пытаясь заработать на его популярности.
В 1987 году, вместе с ролями в картинах «Неприкасаемые» и «Нет выхода», Костнер обретает и первую известность. Две следующие работы, в фильмах «Дархэмский бык» (1988) и «Поле его мечты» (1989) приносят актёру ещё большую славу. Кассовый успех этих картин позволяет Кевину собрать сумму денег, необходимую для его дебюта в качестве режиссёра. «Танцующий с волками» — первая работа Кевина Костнера на новом поприще, выходит на экраны в 1990 году, главную роль в картине Кевин исполнил самостоятельно. Фильм становится одним из кинохитов года, получает тёплые отзывы зрителей и критиков, и немало наград, в числе которых «Оскар» в номинациях «Лучший фильм года» и «Лучший режиссёр». Эта картина приносит актёру мировую известность и статус одного из лучших голливудских актёров.
После коммерческого успеха фильма «Робин Гуд: Принц воров» (1991), Кевин продолжает восхождение в фильме «Телохранитель» (1992), где его партнёршей по съёмочной площадке становится известная певица Уитни Хьюстон. Спродюсированный Кевином фильм становится кассовым суперхитом того года, а песня «I will always love you» надолго оккупирует вершины мировых хит-парадов. Полная версия саундтрека к фильму несколько лет удерживает статус самого продаваемого за всю историю кинематографа, вплоть до появления в продаже ещё более успешного саундтрека к кинофильму «Титаник».
Также успешным был и выход годом позже фильма «Идеальный мир», повествующий о драматической истории отношений между взрослым преступником и похищенным им ребёнком, которые по ходу действия начинают общаться почти как отец и сын. Белая полоса для Кевина на этом заканчивается, и начинаются серьёзные проблемы не только в карьере, но и в личной жизни. В 1994 году он разводится со своей женой Синди Силвой, с которой они прожили вместе более 16 лет, воспитывая двоих дочерей и сына. Проваливаются в прокате и вышедшие приблизительно в это же время картины с участием актёра: историко-биографический вестерн «Уайетт Эрп» (1994) и посвящённая «вьетнамскому синдрому» драма «Война» (1994).
В 1995 году в прокат выходит картина «Водный мир», в которой Кевин Костнер вновь возвращается к продюсированию и режиссуре. Работая над фильмом, он находился на съёмочной площадке 157 дней, по 6 дней в неделю. Повествующая об ужасных последствиях глобального потепления лента с Кевином в главной роли, имела фантастический для того времени бюджет, приблизительно 175 миллионов долларов. Однако не в первый и не в последний раз гигантские затраты на картину не впечатлили зрителя. Оглушительный провал в прокате принёс кинокомпании серьёзные убытки, что соответствующим образом сказалось на репутации Костнера.
В 1997 году Кевин срежиссировал и снялся в главной роли в экранизации постапокалиптического романа Дэвида Брина «Почтальон», действие которого происходит в 2013 году. Фильм заслужил негативную оценку со стороны критиков и получил награду Золотая малина в пяти номинациях: худший фильм года, худший актёр, худшая режиссура, худший сценарий и худший саундтрек. Победив во всех этих номинациях, фильм стал единственной за всю историю американского кинематографа картиной, которой это удалось.
В 2003 году Кевин срежиссировал вестерн «Открытый простор» по мотивам романа Лорена Пэйна, получивший противоречивые отзывы со стороны экспертов, но довольно успешно продававшийся на DVD. В 2006 году он удачно снялся в главной роли в драме Эндрю Дэвиса «Спасатель», а в 2012-м — в телесериале-вестерне Кевина Рейнольдса «Хэтфилды и Маккои», получившем 16 номинаций на премию «Эмми». Но почти все последующие картины Костнера не были столь успешными, как его первые проекты, включая шпионский боевик Кеннета Брана «Джек Райан: Теория хаоса» (2014) по одноимённому роману Тома Клэнси и фантастический триллер Ариэля Вромена «Преступник» (2016).
Популярность к актёру и режиссёру вернулась лишь после выхода в 2018 году телесериала Тейлора Шеридана «Йеллоустоун», в котором он блестяще исполнил главную роль отца семейства Даттонов.

## Личная жизнь
От брака с Синтией Силвой (в замужестве — Синди Костнер; брак с 1978 по 1994; развод) трое детей: Энни (1984), Лили (1986) и Джо (1988).
Имеет внебрачного сына Лиама (1996) от Бриджит Руни.
От брака с Кристин Баумгартнер (брак с 2004) — трое детей Кайден (2007), Хейс (2009), Грейс (2010). В мае 2023 года Кристин подала заявление на развод в связи с «непримиримыми разногласиями».

## Фильмография

### Актёр
| Год       |     | Русское название                                | Оригинальное название                 | Роль                        |
| --------- | --- | ----------------------------------------------- | ------------------------------------- | --------------------------- |
| 1981      | ф   | Дикий пляж                                      | Malibu Hot Summer                     | Джон Логан                  |
| 1982      | ф   | Ночная смена                                    | Night Shift                           | первый парень из братства   |
| 1982      | ф   | Фрэнсис                                         | Frances                               | Лютер / человек из переулка |
| 1982      | ф   | В погоне за мечтой                              | Chasing Dreams                        | Эд                          |
| 1983      | ф   | Выигрыш                                         | Stacy’s Knights                       | Уилл Боннер                 |
| 1983      | ф   | Стол для пятерых                                | Table for Five                        | молодожён                   |
| 1983      | ф   | Большое разочарование                           | The Big Chill                         | Алекс                       |
| 1983      | ф   | Завещание                                       | Testament                             | Фил Питкин                  |
| 1984      | ф   | Тени становятся чёрными                         | Shadows Run Black                     | Джимми Скотт                |
| 1985      | ф   | Фанданго                                        | Fandango                              | Гарднер Барнс               |
| 1985      | ф   | Сильверадо                                      | Silverado                             | Джейк                       |
| 1985      | ф   | Американские молнии                             | American Flyers                       | Маркус Соммерс              |
| 1985      | с   | Удивительные истории                            | Amazing Stories                       | капитан                     |
| 1987      | ф   | Неприкасаемые                                   | The Untouchables                      | Элиот Несс                  |
| 1987      | ф   | Нет выхода                                      | No Way Out                            | Том Фаррелл                 |
| 1988      | ф   | Дархэмский бык                                  | Bull Durham                           | Крэш Дэвис                  |
| 1989      | ф   | Поле его мечты                                  | Field of Dreams                       | Рэй Кинселла                |
| 1989      | ф   | Закупщик оружия                                 | The Gunrunner                         | Тед                         |
| 1990      | ф   | Месть                                           | Revenge                               | Майкл «Джей» Кокрейн        |
| 1990      | тф  | День Земли, специальный выпуск                  | The Earth Day Special                 | бармен                      |
| 1990      | ф   | Танцующий с волками                             | Dances with Wolves                    | лейтенант Джон Данбар       |
| 1991      | ф   | Робин Гуд: Принц воров                          | Robin Hood: Prince of Thieves         | Робин Гуд                   |
| 1991      | ф   | Джон Ф. Кеннеди. Выстрелы в Далласе             | JFK                                   | Джим Гаррисон               |
| 1992      | ф   | Телохранитель                                   | The Bodyguard                         | Фрэнк Фармер                |
| 1993      | ф   | Идеальный мир                                   | A Perfect World                       | Роберт «Бутч» Хейнс         |
| 1994      | ф   | Уайетт Эрп                                      | Wyatt Earp                            | Уайетт Эрп                  |
| 1994      | ф   | Война                                           | The War                               | Стивен Симмонс              |
| 1995      | ф   | Водный мир                                      | Waterworld                            | Моряк                       |
| 1996      | ф   | Жестяной кубок                                  | Tin Cup                               | Рой Макэвой                 |
| 1997      | ф   | Почтальон                                       | The Postman                           | Почтальон                   |
| 1999      | ф   | Послание в бутылке                              | Message in a Bottle                   | Гаррет Блейк                |
| 1999      | ф   | Ради любви к игре                               | For Love of the Game                  | Билли Чапел                 |
| 1999      | ф   | Бей в кость                                     | Play It to the Bone                   | фанат Рингсайда             |
| 2000      | ф   | Тринадцать дней                                 | Thirteen Days                         | Кенни О’Доннел              |
| 2001      | мф  | Дорога в Грейсленд                              | Road to Graceland                     | Томас Джей Мерфи            |
| 2001      | ф   | 3000 миль до Грейсленда                         | 3000 Miles to Graceland               | Томас Джей Мерфи            |
| 2002      | ф   | Стрекоза                                        | Dragonfly                             | Джо Дэрроу                  |
| 2003      | ф   | Открытый простор                                | Open Range                            | Чарли Уэйт                  |
| 2005      | ф   | Видимость гнева                                 | The Upside of Anger                   | Дэнни Дэвис                 |
| 2005      | ф   | Ходят слухи                                     | Rumor Has It…                         | Бо Берроуз                  |
| 2006      | ф   | Спасатель                                       | The Guardian                          | Бен Рэндалл                 |
| 2007      | ф   | Кто вы, мистер Брукс?                           | Mr. Brooks                            | мистер Эрл Брукс            |
| 2008      | ф   | На трезвую голову                               | Swing Vote                            | Бад Джонсон                 |
| 2009      | ф   | Проклятая                                       | The New Daughter                      | Джон Джеймс                 |
| 2010      | ф   | В компании мужчин                               | The Company Men                       | Джек Долан                  |
| 2011      | кор | Поле его мечты: Локаут                          | Field of Dreams 2: Lockout            | отец фермера из Айовы       |
| 2012      | с   | Хэтфилды и Маккои                               | Hatfields & McCoys                    | Уильям Андерсон Хэтфилд     |
| 2013      | ф   | Человек из стали                                | Man of Steel                          | Джонатан Кент               |
| 2014      | ф   | Джек Райан: Теория хаоса                        | Jack Ryan: Shadow Recruit             | Томас Харпер                |
| 2014      | ф   | Три дня на убийство                             | Three Days to Kill                    | Итан Реннер                 |
| 2014      | ф   | День драфта                                     | Draft Day                             | Сонни Уивер-младший         |
| 2014      | ф   | Чёрное или белое                                | Black or White                        | Эллиотт Андерсон            |
| 2015      | ф   | Тренер                                          | McFarland USA                         | Джим Уайт                   |
| 2016      | ф   | Бэтмен против Супермена: На заре справедливости | Batman v Superman: Dawn of Justice    | Джонатан Кент               |
| 2016      | ф   | Преступник                                      | Criminal                              | Джерико Стюарт              |
| 2016      | ф   | Скрытые фигуры                                  | Hidden Figures                        | Эл Харрисон                 |
| 2017      | ф   | Большая игра                                    | Molly’s Game                          | Ларри Блум                  |
| 2017      | кор | —                                               | The People of the Standing Stone      | рассказчик                  |
| 2018—2024 | с   | Йеллоустоун                                     | Yellowstone                           | Джон Даттон                 |
| 2019      | ф   | В погоне за Бонни и Клайдом                     | The Highwaymen                        | Фрэнк Хеймер                |
| 2019      | ф   | Невероятный мир глазами Энцо                    | The Art of Racing in the Rain         | Энцо                        |
| 2020      | ф   | Кровные узы                                     | Let Him Go                            | Джордж Блэкледж             |
| 2024      | ф   | Горизонты: Часть первая                         | Horizon: An American Saga – Chapter 1 | Хэйс Эллисон                |
| 2024      | ф   | Горизонты: Часть вторая                         | Horizon: An American Saga – Chapter 2 | Хэйс Эллисон                |
| 2025      | ф   | Горизонты: Часть третья                         | Horizon: An American Saga – Chapter 3 | Хэйс Эллисон                |

### Режиссёр и продюсер
| Год  | Название                    | Оригинальное название         | Режиссёр | Продюсер    | Примечания                 |
| ---- | --------------------------- | ----------------------------- | -------- | ----------- | -------------------------- |
| 1990 | Месть                       | Revenge                       |          | Да          |                            |
| 1990 | Танцующий с волками         | Dances with Wolves            | Да       | Да          |                            |
| 1991 | Робин Гуд: Принц воров      | Robin Hood: Prince of Thieves |          | Да          | не указан в титрах         |
| 1992 | Телохранитель               | The Bodyguard                 |          | Да          |                            |
| 1994 | Рапа Нуи                    | Rapa Nui                      |          | Да          |                            |
| 1994 | Уайетт Эрп                  | Wyatt Earp                    |          | Да          |                            |
| 1995 | 500 наций                   | 500 Nations                   |          | Да (3 эп.)  | документальный мини-сериал |
| 1995 | Водный мир                  | Waterworld                    | Да       | Да          | не указан в титрах         |
| 1997 | Почтальон                   | The Postman                   | Да       | Да          |                            |
| 1999 | Послание в бутылке          | Message in a Bottle           |          | Да          |                            |
| 2000 | Тринадцать дней             | Thirteen Days                 |          | Да          |                            |
| 2003 | Открытый простор            | Open Range                    | Да       | Да          |                            |
| 2007 | Кто вы, мистер Брукс?       | Mr. Brooks                    |          | Да          |                            |
| 2008 | На трезвую голову           | Swing Vote                    |          | Да          |                            |
| 2012 | Хэтфилды и Маккои           | Hatfields & McCoys            |          | Да (3 эп.)  | мини-сериал                |
| 2014 | Чёрное или белое            | Black or White                |          | Да          |                            |
| 2018 | Йеллоустоун                 | Yellowstone                   |          | Да (19 эп.) | телесериал                 |
| 2019 | В погоне за Бонни и Клайдом | The Highwaymen                |          | Да          |                            |
| 2024 | Горизонты: Часть первая     | Horizon                       | Да       | Да          |                            |

## Музыкальная деятельность
Является основателем кантри-рок-группы Kevin Costner & Modern West, в октябре 2007 года совершившей успешное мировое турне, включавшее концерты в Стамбуле и Риме. В ходе нескольких последующих турне группа объехала практически все европейские столицы, включая Москву. 11 ноября 2008 года она выпустила свой первый альбом Untold Truths, в феврале 2010 года — второй альбом Turn It On, а в 2011 году — третий альбом From Where I Stand.

## Награды и номинации
| Награда                        | Год  | Категория                                                                    | Фильм/Телесериал                    | Результат |
| ------------------------------ | ---- | ---------------------------------------------------------------------------- | ----------------------------------- | --------- |
| Оскар                          | 1990 | Лучший фильм                                                                 | Танцующий с волками                 | Победа    |
| Оскар                          | 1990 | Лучшая режиссура                                                             | Танцующий с волками                 | Победа    |
| Оскар                          | 1990 | Лучшая мужская роль                                                          | Танцующий с волками                 | Номинация |
| BAFTA                          | 1990 | Лучший фильм                                                                 | Танцующий с волками                 | Номинация |
| BAFTA                          | 1990 | Лучшая режиссура                                                             | Танцующий с волками                 | Номинация |
| BAFTA                          | 1990 | Лучшая мужская роль                                                          | Танцующий с волками                 | Номинация |
| Золотой глобус                 | 1990 | Лучшая режиссёрская работа                                                   | Танцующий с волками                 | Победа    |
| Золотой глобус                 | 1990 | Лучшая мужская роль в драме                                                  | Танцующий с волками                 | Номинация |
| Золотой глобус                 | 1991 | Лучшая мужская роль в драме                                                  | Джон Ф. Кеннеди. Выстрелы в Далласе | Номинация |
| Золотой глобус                 | 1996 | Лучшая мужская роль — комедия или мюзикл                                     | Жестяной кубок                      | Номинация |
| Золотой глобус                 | 2012 | Лучшая мужская роль — мини-сериал или телефильм                              | Хэтфилды и Маккои                   | Победа    |
| Берлинский кинофестиваль       | 1991 | Золотой медведь                                                              | Танцующий с волками                 | Номинация |
| Берлинский кинофестиваль       | 1991 | Премия «Серебряный медведь» за выдающиеся достижения в области киноискусства | Танцующий с волками                 | Победа    |
| Сезар                          | 1990 | Лучший фильм на иностранном языке                                            | Танцующий с волками                 | Номинация |
| Прайм-таймовая премия «Эмми»   | 2012 | Лучшая мужская роль в мини-сериале или фильме                                | Хэтфилды и Маккои                   | Победа    |
| Премия Гильдии продюсеров США  | 1990 | Лучший кинофильм                                                             | Танцующий с волками                 | Победа    |
| Премия Гильдии режиссёров США  | 1990 | Лучший режиссёр полнометражного фильма                                       | Танцующий с волками                 | Победа    |
| Премия Гильдии киноактёров США | 2012 | Лучшая мужская роль в телефильме или мини-сериале                            | Хэтфилды и Маккои                   | Победа    |
| Золотая малина                 | 1991 | Худшая мужская роль                                                          | Робин Гуд: Принц воров              | Победа    |
| Золотая малина                 | 1992 | Худший фильм                                                                 | Телохранитель                       | Номинация |
| Золотая малина                 | 1992 | Худшая мужская роль                                                          | Телохранитель                       | Номинация |
| Золотая малина                 | 1994 | Худший фильм                                                                 | Уайетт Эрп                          | Номинация |
| Золотая малина                 | 1994 | Худший приквел, сиквел, ремейк или плагиат                                   | Уайетт Эрп                          | Победа    |
| Золотая малина                 | 1994 | Худшая мужская роль                                                          | Уайетт Эрп                          | Победа    |
| Золотая малина                 | 1995 | Худший фильм                                                                 | Водный мир                          | Номинация |
| Золотая малина                 | 1995 | Худшая мужская роль                                                          | Водный мир                          | Номинация |
| Золотая малина                 | 1997 | Худший фильм                                                                 | Почтальон                           | Победа    |
| Золотая малина                 | 1997 | Худшая режиссура                                                             | Почтальон                           | Победа    |
| Золотая малина                 | 1997 | Худшая мужская роль                                                          | Почтальон                           | Победа    |
| Золотая малина                 | 1999 | Худшая мужская роль                                                          | Ради любви к игре                   | Номинация |
| Золотая малина                 | 2001 | Худшая мужская роль                                                          | 3000 миль до Грейсленда             | Номинация |